# Monteverdi Sahara
Monteverdi Sahara – samochód terenowy produkowany przez szwajcarską firmę Monteverdi.